# Мајк Јејтс
Капетан Мајк Јејтс (енгл. Mike Yates) измишљени је лик у британској научнофантастичној телевизијској серији Доктор Ху кога је тумачио Ричард Френклин. Мајк је био ордонанс британског контингента UNIT-а, међународне организације која брани Земљу од ванземаљских претњи.

## Историја лика
Јејтс се први пут појављује у серијалу Трећег Доктора Терор Отонаца и последњи је у низу капетана који помажу бригадиру Летбриџ-Стјуарту, иако Доктор имплицира да је био ту и у претходним причама. Показао се издржљивијим од својих претходника, појављујући се полуредовно у програму од 1971. до 1974. заједно са бригадиром и наредником Бентоном. Заједно са Доктором и његовим пратиоцима, Јејтс се бори против најезда ванземаљаца, махинација одметнутог Временског господара познатог као Господар, одметнутих рачунара и мутираних црва.
Мало се зна о њему ван времена које је провео са UNIT-ом. Хладан је под ватром, ефикасан, даје и извршава своја наређења са минимумом гужве. Чини се да има местимично добар однос са својим људима, иако повремено подсећа Бентона да „чин има своје повластице“. Помоћница Трећег Доктора Џо Грант се била спремила да увече изађе у град са Мајком на почетку Проклетства Пеладона, али је Доктор одводи на путовање ТАРДИС-ом.
Јејтсов пад почиње када му je БОСН са вештачком интелигенцијом испраo мозак у серијaлу Зелена смрт из 1973. Четка са еколошком катастрофом очигледно је учинила Јејтса веома забринутим за будућност планете, а сер Чарлс Гровер га je лако заврбовао у заверу да преокрене време и врати Земљу у „златно доба“ (Најезда диносауруса). Доктор је осујетио заверу, а у замену за његову претходну службу у OJУН-у, бригадир дозвољава Јејтсу да узме лекарско одсуство и онда тихо да оставку (глумац Ричард Френклин верује да је првобитни план за ову причу био да сe убије Јејтс).
Покушавајући да се опорави, Јејтс посећује центар за медитацију где открива чудна дешавања, о чему извештава Сару Џејн Смит. Сара то саопштава Доктору, што доводи до остатка догађаја у последњем серијалу Трећег Доктора Планета паука.
Ричард Френклин се вратио као привидна слика Јејтса у специјалу поводом 20. годишњице „Пет Доктора“ и поновио улогу Јејтса у добротворном специјалу Величине у времену из 1993. године. Слика на којој се Јејтс састаје са агентом за посебно свемирско обезбеђење Саром Кингдом се види међу збирком пратећих слика које чува Црна архива UNIT-а у причи поводом 50. годишњице „Дан Доктора“.
У својој књизи из 1995. Доктор Ху сапутници писци и историчари Доктора Хуа Дејвид Џ. Хау и Марк Стамерс напоменули су да је лик Јејтса створен као могућа симпатија за Јо Грант, али се томе није много тежило. Они такође примећују да су ране приче о UNIT-у представљале низ капетана који су деловали као команданти бригадира и да је имало смисла стандардизовати овај положај једним редовним ликом.
Као један од истакнутијих споредних ликова који се понављају у телевизијској серији, Јејтс се често наводи као пратилац Доктора и заиста је наведен као такав на званичној интернет страници ББЦ-а Доктор Ху. Међутим, он није увек наведен као такав – књига Џона Нејтан-Тарнера Доктор Ху: Сапутници, на пример, искључује Јејтса.

## Друга појављивања
Мајк Јејтс се појавио у огранак романима који се дешавају током његовог времена са UNIT-ом. У романима Невиних несталих пустоловина Око дива Кристофера Булиса и Лествице неправде Герија Расела, Јејтс почиње као наредник у UNIT-у заједно са Бентоном и унапређен је у капетана на крају Ваге која се дешава између телевизијских прича Пакао и Терор Отонаца. Роман имплицира да је он одмах унапређен из наредника у капетана, што би било необично ако не и немогуће у већини војски у стварном свету.
У роману Ранијих Докторових пустоловина Ђавољи гоблини са Нептуна Кита Топинга и Мартина Деја утврђено је да је његово пуно име Мајкл Александер Рејмонд Јејтс.
У роману Ранијих Докторовох пустоловина Вртоглавице аутора Пола Магрса, Јејтс је доведен до губитка памћења и потом је постао дводимензионалан. Трећи Доктор касније организује да се Јејтс врати у нормалу.
У роману Ранијих Докторових пустоловина Тамно плаво открива се да је Мајк имао три брата, а његова мама мисли да је Мајк најосетљивији.
Приче написане као чланци у свемиру у зимском специјалу Часописа Доктор Ху 1991. (са поднасловом "UNIT: Откривено") описују значајну активност после UNIT-а за Јејтса. Он је основао организацију под називом Космичко земаљско друштво, пише књигу под називом Пакао са звезда која у танчине описује открића о прошлом ванземаљском умешаности у људску еволуцију које је открио UNIT на Ђавољем крају и открива друге податке о операцијама UNIT-а извештачу из града. Он тврди да су стварни узрок евакуације централног Лондона били диносауруси који су се изнели на време (део плана за који признаје да је био умешан и који је, како је тврдио, био прави разлог његовог отпуштања из UNIT-а). Ово је у складу са Даном диносауруса, уносом у серији научнофантастичних романа које је написала бивша сарадница UNIT-а Сара Џејн Смит у којима се појављује организација под називом СИМ (Светска истраживачка мрежа) којом командује генерал Латвиџ-Даглас. Ово наводи другог извештача из града да сумња да је Јејтс лудак као што се уопштено верује.
Ричард Френклин је такође написао необјављен роман са Мајком Јејтсом Убиствени камен смештен након догађаја из Паука. Објављена је као аудио књига коју је прочитао Френклин од стране ББВ-а 2002.
Године 2009. Френклин је поновио улогу Мајка Јејтса у низу од пет аудио драма које је продуцирао ББЦ Аудио под кровним насловом Осињак. У серији је Јејтс сапутник Четвртог Доктора којег игра Том Бејкер. Поново се уједињује са Четвртим Доктором у наредним серијалима Потрага за утваром и Грб змије.